# Kickflip
 (septembre 2024).

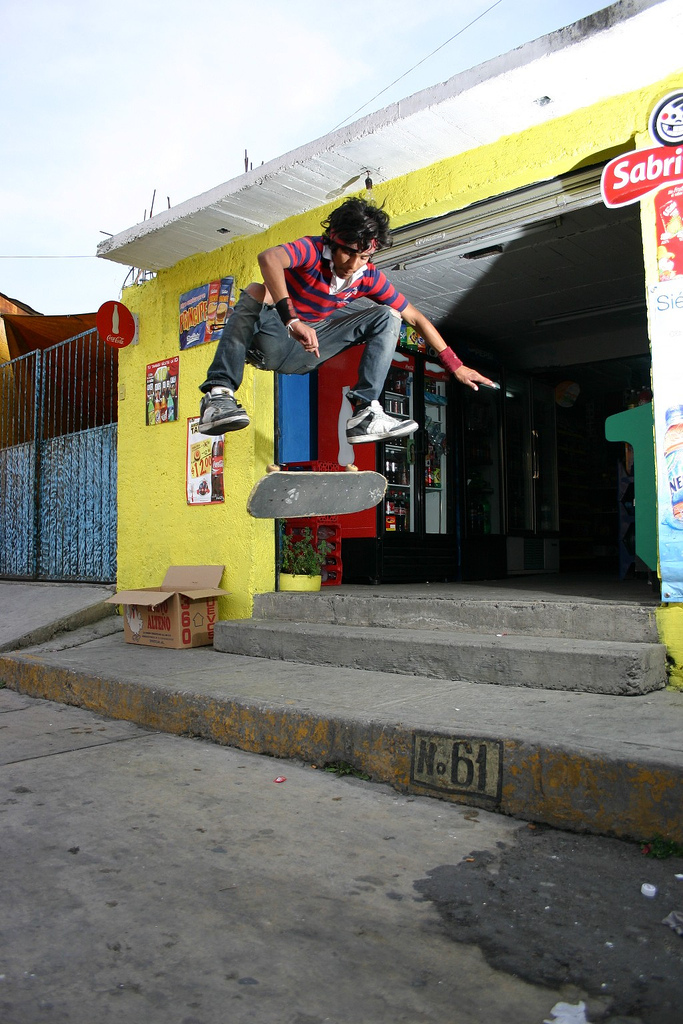
Kickflip

Le kickflip, ou simplement flip, est une figure de skateboard, inventée par Curt Lindgren en 1978 puis modifiée et popularisée par Rodney Mullen. Autrefois, on l'appelait encore magic flip, ollie flip ou ollie kickflip. Il appartient à la catégorie des flips.

## Principe
Le but d'un kickflip est de sauter et de faire vriller la planche autour de son axe longitudinal, lui faisant effectuer une rotation de 360°. Lorsqu'il effectue ce trick, le skateur s'élève dans les airs comme lors d'un ollie puis, au lieu de gratter le grip jusqu'au bout en ligne droite, le pied avant dévie vers le côté des talons et quitte la planche, lui donnant son mouvement de vrille. Lorsque la planche a effectué un tour complet, le skateur la récupère avec les pieds et le tout retombe au sol (on dit alors que le trick est replaqué).

## Difficultés
Même si ce trick est un des flips de base du skateboard, il n'en est pas simple pour autant. Les jeunes débutants mettent généralement du temps avant de le maîtriser parfaitement. Pour effectuer un bon kickflip et avoir une chance de le replaquer, il faut penser à bien doser l'impulsion donnée par le pied arrière et a écarter les jambes en l'air de sorte à laisser de l'espace pour que la planche tourne, de manière que la rotation ne soit pas incontrôlable. Cette impulsion doit également venir assez tôt : si elle advient alors que le nose du skate est déjà en train de repiquer, elle accélérera seulement le mouvement de descente, écrasant l'avant de la planche sur le sol. Un bon conseil pour réussir à replaquer est de penser à lever les genoux pendant que la planche effectue sa rotation, afin d'avoir une bonne vue d'ensemble et de ne pas modifier le mouvement par une impulsion parasite. Un des éléments entrant dans l'exécution du kickflip est le positionnement des épaules: celles-ci doivent être strictement parallèles au skateboard durant toute la figure. Un mauvais positionnement des épaules est la cause d'une replaque du skateboard à un seul pied, le deuxième allant se poser au sol.

## Variantes
Une figure proche du kickflip est le heelflip (heel = talon en anglais), qui consiste simplement à faire tourner la planche dans l'autre sens, c'est-à-dire en grattant avec le talon vers le côté des orteils.
Il existe également comme variante le varial kickflip, figure issue de la fusion du pop shove-it et du kickflip. La planche doit tourner dans le sens du pop shovit et effectuer un kickflip en même temps. Le mouvement est simple une fois que l'on sait faire le kickflip et le pop shovit, mais le problème est la "replaque". Pour pouvoir faire le varial flip il faut faire le mouvement avec le pied arrière du pop shovit et le mouvement avec le pied avant du kickflip.

"Backside 180° kickflip par dessus une grille"

Le kickflip peut également être doublé ou triplé. On parlera alors de double ou triple kickflip.